# Джордж Норт
Джордж Філіп Норт (англ. George Philip North; нар. 13 квітня 1992, Кінгс-Лінн, Норфолк, Англія) — валлійський професійний регбіст, який виступав за «Оспрейз» і збірну Уельсу на позиціях вінга або центру. У 2013 та 2017 роках брав участь у турне «Британських та ірландських левів». Норту належить низка національних і міжнародних рекордів: він став наймолодшим дебютантом, який заніс спробу за збірну країни, наймолодшим у світі автором дубля проти однієї з найсильніших команд світу (обидва рекорди — у матчі зі збірною ПАР); наймолодшим автором спроби в історії чемпіонатів світу та наймолодшим у світі регбістом, який зіграв 50 міжнародних матчів.

## Ранні роки
Народився в Англії у змішаній родині англійця та валлійки. Його батько, Дейв Норт, тоді служив у ПС Великої Британії та часто мав відрядження, тому в перші роки свого життя майбутній спортсмен жив у Сінгапурі, Гонконгу та Катманду. Коли Джорджу було два роки, батьки вирішили повернутися на батьківщину матері — Англсі, острів на півночі Уельсу. Там Джордж займався крикетом і футболом, а потім записався до дитячої команди клубу «Ллангефні», де вже грав його старший брат. У 15 років він отримав пропозицію приєднатися до академії «Скарлетс», але відмовився через те, що Лланеллі розташоване занадто далеко від Англсі. У 16 років Норт вирішив пов'язати свою подальшу кар'єру з регбі та почав грати за аматорський клуб «Лландовері».

## Клубна кар'єра
Норт приєднався до «Скарлетс» у 2010 році та дебютував за команду у першому матчі сезону Кельтської ліги проти «Бенеттона», в якому відзначився дублем. У наступні два місяці регбіст заніс за клуб ще дві спроби, але наприкінці листопада вибув на три місяці через травму плеча. У першому ж матчі після повернення до складу він приземлив «Едінбургу» свою п'яту в сезоні спробу, яка забезпечила перемогу валлійській команді з рахунком 11:3. У зустрічі з «Бенеттоном» у відповідь регбіст отримав струс мозку та був змушений пропустити вирішальні матчі за потрапляння в плей-офф турніру.
Другий професійний сезон не став для Норта таким самим яскравим — він більше зосередився на матчах збірної Уельсу. На полі спортсмен провів лише 12 ігор і жодної спроби не заніс. Новий прорив стався у 2013 році — дев'ять спроб (включно з дублями «Ленстеру», «Едінбургу» і «Ньюпорт Гвент Дрегонс») у 19 матчах забезпечили Джорджу місце в Команді сезону Про12. Навесні преса оголосила про інтерес до Норта французьких команд, проте регбіст відмовився переїжджати до Франції і підписав дворічний контракт з англійським «Нортгемптон Сейнтс», вартість трансферу склала близько 250 тисяч фунтів. Перехід перспективного захисника викликав питання у Валлійському регбійному союзі, представники якого заявили, що не були повідомлені про переговори з іноземними командами.
За нову команду він дебютував у першому турі Прем'єр-ліги проти «Ексетер Чіфс». Сезон приніс спортсмену перші трофеї — «Святі» зробили дубль, вигравши і чемпіонат Англії та Кубок виклику. Норт відзначився сімома спробами та зіграв у фіналах з «Сарацинами» та «Батом». У сезоні 2014/15 регбіст став автором уже чотирнадцяти заносів, хоча трофеїв із клубом добитися не зумів. У першому ж матчі проти «Глостера» він зробив гет-трик, а через півтора місяця — покер у грі з «Оспрейз» у Кубку європейських чемпіонів. Після завершення сезону Валлійський регбійний союз мав намір повернути Норта на батьківщину, щоб той грав за «Скарлетс» або «Кардіфф Блюз», але Джордж вирішив залишитися в Англії і продовжив контракт з Нортгемптоном. 30 вересня 2016 року Норт заніс свою тридцяту спробу за клуб, чим забезпечив перемогу над «Ексетером» з рахунком 20:19.
У 2018 році Норт перейшов із «Нортгемптон Сейнтс» до валлійського клубу «Оспрейз». За його словами, продаж у «Нортгемптон» обумовлено тим, що «Скарлетс» конче були потрібні гроші: Норт обурився подібним рішенням і заявив, що грати у «Скарлетс» більше не буде. Наступні спроби «червоних» викупити Норта успіхом не увінчалися.

## Міжнародна кар'єра

### Збірна Уельсу

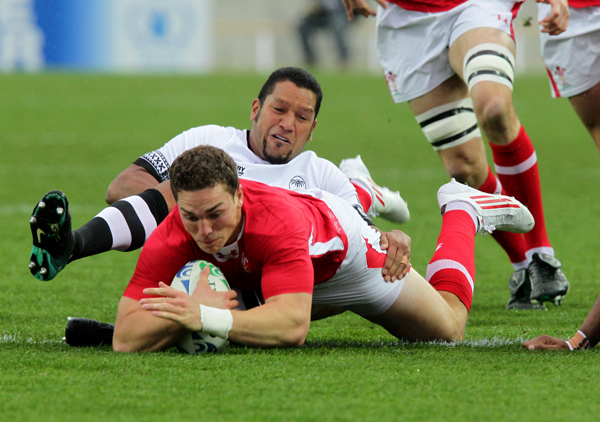
Джордж Норт заносить спробу збірній Фіджі, чемпіонат світу 2011 року.

Після разючого клубного дебюту на початку сезону 2010/11 Норта викликали до національної команди на осінні тестові матчі. Він дебютував за «Червоних драконів» у грі зі збірною ПАР, у якій зробив дубль. У тому матчі регбіст встановив відразу кілька рекордів: він став наймолодшим валлійським дебютантом, який заніс спробу у своєму першому матчі; наймолодшим дебютантом у світі та за сумісництвом наймолодшим гравцем, який зробив дубль у матчі проти однієї з найсильніших збірних. На Кубку шести націй 2011 року головний тренер валлійців Воррен Гетленд віддав перевагу Норту більш досвідчених Шейна Вільямса та Моргана Стоддарта, тому Джордж вийшов на поле лише в останній зустрічі турніру проти французів. Матч закінчився поразкою з рахунком 28:9, але регбіст зумів відзначитись кількома гострими проходами з м'ячем.
У підготовчому до чемпіонату світу 2011 матчі проти англійців Норт зробив свій черговий дубль, тоді ж травмувався його основний конкурент за місце в заявці — Морган Стоддарт зламав ногу, що згодом змусило спортсмена завершити кар'єру. Через травму місце у складі збірної на світовій першості отримав Норт, який став наймолодшим гравцем у валлійській команді. На турнірі Джордж виходив на поле у всіх матчах «Червоних драконів» і заніс три спроби — дві збірній Намібії й одну у грі зі збірною Фіджі, в якій також був визнаний гравцем матчу.
Після турніру Норт не втратив своєї цінності для «Червоних драконів» — валлійці два роки поспіль ставали тріумфаторами Кубка шести націй, і Джордж взяв у цьому безпосередню участь. У розіграші 2012 року зіграв усі п'ять матчів і зумів занести спробу ірландцям, а команда втретє в сучасній історії зуміла завоювати великий шлем. Наступного року він пропустив першу гру турніру (поразка збірної Ірландії), але потім зіграв у всіх чотирьох матчах і відзначився занесенням, цього разу в залікову зону збірної Франції. Перемога над «Синімі», яку забезпечила спроба Норта, стала для валлійців першою на Стад де Франс з 2005 року. За словами Норта, після занесення ним спроби проти Франції на поле вибіг його батько, який поспішав привітати сина, проте Норт не почув нічого, що він кричав.
На Кубку шести націй 2014 року Норт відзначився вже трьома спробами: одну він знову заніс французам і ще двом шотландцям. З тим же результатом для нього завершилося і змагання 2015 року, і до чемпіонату світу він підходив уже гравцем основного складу — у лютневому матчі проти збірної Франції у віці 22 років і 320 днів він зіграв свій п'ятдесятий міжнародний матч, і тим самим став наймолодшим регбістом в історії, який досяг цього показника. На світовій першості валлійці потрапили разом зі збірними Австралії, Англії, Уругваю та Фіджі до групи А. Джордж зіграв у 3 матчах із 4, але спробами відзначитися не зумів. Один занос він таки здійснив, але суддя скасував його через високе захоплення, здійснений валлійцем Бредлі Девісом до того, як Норт отримав м'яч. У чвертьфіналі плей-офф «Червоні дракони» зустрілися зі збірною ПАР та програли, а Джордж уперше з дебютного для себе Кубка шести націй 2011 року не зумів заробити жодного очка на міжнародному турнірі. Норт «виправився» після невдалого для збірної Уельсу чемпіонату світу вже за кілька місяців. На Кубку шести націй 2016 він став автором чотирьох спроб, ставши найкращим бомбардиром турніру. Валлійці завершили турнір на другому місці, а регбіст потрапив до короткого списку кандидатів на звання найкращого гравця турніру. Вболівальники ж проголосували за шотландця Стюарта Хогга (30 %) та англійця Біллі Вуніполу (27 %), а Джордж замкнув трійку з 11 % голосів. У 2017 році Норт заніс три спроби на Кубку шести націй проти Італії (5 лютого) і проти Ірландії (10 березня, дві спроби), розділивши титул кращого бомбардира зі спроб ще з сімома гравцями та довівши число спроб до 32 в кар'єрі за збірну. Того ж року він виступив у турне «Левів» Новою Зеландією, зігравши три матчі та залишивши розташування збірної напередодні матчу проти «Гаррікейнз» через пошкодження підколінного сухожилля.
У 2018 році Норт потрапив знову в заявку на Кубок шести націй, пропустивши перший матч 3 лютого проти Шотландії та вийшовши на матч проти Англії 10 лютого 2018 року: він замінив під час зустрічі Ріса Патчелла (поразка 6:12). В останніх двох матчах він зіграв на позиції правого вінгу, а також вніс єдині свої дві спроби на Кубку проти Італії (перемога 38:14). Влітку того ж року він брав участь у трьох літніх тестових матчах, зокрема у двох зустрічах проти Аргентини, зробивши спробу у першому матчі в Сан-Хуані (перемога 23:10). Восени він зіграв у тест-матчах проти Шотландії (спроба), Австралії та ПАР.
У 2019 році Норт потрапив у заявку на Кубок шести націй, вийшовши на матч проти Франції: у першому таймі через його помилку Йоан Уге зробив спробу, пройшовши лівим флангом, а французи пішли у відрив 16:0. Однак у другому таймі Норт здійснив дві спроби та допоміг Уельсу вирвати перемогу 24:19, ставши найкращим гравцем зустрічі. Валлійці зрештою виграли і Кубок, і Великий шлем, перемігши в останньому турі Ірландію 25:7. Того ж року він відзначився на чемпіонаті світу в Японії, занісши на 76-й хвилині спробу проти Грузії (Уельс на турнірі посів 4-е місце).

### Британські й ірландські леви
Норт був викликаний до складу Британських та ірландських левів у 2013 році, коли ті вирушили у турне Австралією. На «Зеленому континенті» молодий валлієць зумів знову заявити про себе. У першому тестовому матчі проти «Воллабіс» він зумів занести разючу індивідуальну спробу, пробігши з м'ячем 60 метрів й обігравши чотирьох суперників. Джордж був настільки радий, що дозволив собі тріумфальний жест у бік захисника австралійців Вілла Генії, за що потім перепросив, оскільки вважав цей вчинок негідним філософії регбі. Валлієць змусив говорити про себе і після другої тестової гри — не зумівши пройти Ісраеля Фолау, Норт звалив австралійця на плече та пробіг з ним кілька метрів. Цей епізод став настільки яскравим, що спричинив у мережі безліч жартів. У третьому матчі він також заніс спробу, а саме турне завершилося перемогою «Левів» з рахунком 2:1 за сумою зустрічей.
У 2017 році збірна Британських островів вирушила вже до Нової Зеландії, а Норт знову знайшов своє прізвище у списку туристів. За словами головного тренера «Левів» Воррена Гетленда Джордж був одним з перших кандидатів до складу на тестові матчі проти «Олл Блекс», але у вирішальних іграх він так і не зіграв. У нетестовій зустрічі проти «Гаррікейнз» він отримав травму задньої поверхні стегна та змушений був залишити команду достроково.
Міжнародні спроби:
| №                                                                         | Соперник     | Стадион                   | Турнир                 | Итог     |
| ------------------------------------------------------------------------- | ------------ | ------------------------- | ---------------------- | -------- |
| 1, 2                                                                      | ПАР          | «Мілленіум», Кардіфф      | Тестові матчі          | Поразка  |
| 3                                                                         | «Барбаріанс» | «Мілленіум», Кардіфф      | Тестові матчі          | Поразка  |
| 4, 5                                                                      | Англія       | «Твікенем», Лондон        | Тестові матчі          | Поразка  |
| 6                                                                         | Аргентина    | «Мілленіум», Кардіфф      | Тестові матчі          | Перемога |
| 7, 8                                                                      | Намібія      | «Єррой», Нью-Плімут       | Чемпіонат світу 2011   | Перемога |
| 9                                                                         | Фіджі        | «Ваїкато», Гамільтон      | Чемпіонат світу 2011   | Перемога |
| 10                                                                        | Ірландія     | «Авіва», Дублін           | Кубок шести націй 2012 | Перемога |
| 11                                                                        | Австралія    | «Доклендс», Мельбурн      | Тестовий матч          | Поразка  |
| 12                                                                        | Франція      | «Стад де Франс», Сен-Дені | Кубок шести націй 2013 | Перемога |
| 13*                                                                       | Австралія    | «Ленг Парк», Брисбен      | Тестові матчі          | Перемога |
| 14*                                                                       | Австралія    | «Австралія», Сідней       | Тестові матчі          | Перемога |
| 15                                                                        | Аргентина    | «Мілленіум», Кардіфф      | Тестові матчі          | Перемога |
| 16, 17                                                                    | Австралія    | «Мілленіум», Кардіфф      | Тестові матчі          | Поразка  |
| 18                                                                        | Франція      | «Мілленіум», Кардіфф      | Кубок шести націй 2014 | Перемога |
| 18, 19                                                                    | Шотландія    | «Мілленіум», Кардіфф      | Кубок шести націй 2014 | Перемога |
| 20                                                                        | Фіджі        | «Мілленіум», Кардіфф      | Тестовий матч          | Перемога |
| 21, 22, 23                                                                | Італія       | «Олімпійський», Рим       | Кубок шести націй 2015 | Перемога |
| 24                                                                        | Італія       | «Мілленіум», Кардіфф      | Тестовий матч          | Перемога |
| 25                                                                        | Шотландія    | «Мілленіум», Кардіфф      | Кубок шести націй 2016 | Перемога |
| 26                                                                        | Франція      | «Мілленіум», Кардіфф      | Кубок шести націй 2016 | Перемога |
| 27                                                                        | Англія       | «Твікенем», Лондон        | Кубок шести націй 2016 | Поразка  |
| 28                                                                        | Італія       | «Мілленіум», Кардіфф      | Кубок шести націй 2016 | Перемога |
| 29                                                                        | Італія       | «Мілленіум», Кардіфф      | Кубок шести націй 2017 | Перемога |
| 30, 31                                                                    | Ірландія     | «Мілленіум», Кардіфф      | Кубок шести націй 2017 | Перемога |
| * Позначені спроби у тестових матчах за «Британських й ірландських левів» |              |                           |                        |          |

## Стиль гри
Фізична міць і швидкість роблять Норта одним із найкращих гравців на позиції у світі. У 2011 році він став найшвидшим гравцем збірної Уельсу, а у 2015 році видання «Дейлі мейл» визнало його четвертим найшвидшим спортсменом на 40-метровій дистанції після Тьєррі Анрі, Браяна Габани та Усейна Болта. Крім того, комплекція та потужні швидкісні прориви Норта крізь оборону суперника неодноразово приводили ЗМІ до порівняння його з легендою регбі Джоною Лому. Однак яскраво атакувальний стиль гри валлійця має і негативний бік — з 2014 до 2016 рік він пережив п'ять струсів мозку, кожен з яких був отриманий в ігрових епізодах.

## Поза регбі
У 2018 році Джордж Норт одружився з валлійською велосипедисткою Беккі Джеймс, дворазовою срібною призеркою Олімпійських ігор 2016 року у Ріо-де-Жанейро (кейрін і спринт). У 2020 році у них народився син Джек. 26 жовтня 2021 року у пари народився другий син Томі.
Регбіст є послом відразу кількох великих брендів, як-от Red Bull і Gillette, а також низки місцевих компаній. Валлійська компанія World of Groggs випустила два грогги із зображенням регбіста: один у формі збірної Уельсу у 2011 році, а інший — «Британських та ірландських левів» у 2013 році.
Великою пристрастю Норта є мотоцикли, якими він цікавився змалку і навіть ремонтував під керівництвом батька-інженера. Норт є одним із засновників байкерського клубу Baffle Culture.